# 2,3,5-三甲基吡嗪
2,3,5-三甲基吡嗪是一种杂环有机物，化学式为C7H10N2，它是吡嗪的三个氢被甲基取代的产物，是烤土豆、巧克力、坚果等食品的特殊香味的来源，可用作食品添加剂。

## 制备及性质
三甲基吡嗪可由1,2-丙二胺和3-羟基-2-丁酮反应制得。
它可以被过一硫酸氢钾氧化为三甲基吡嗪-N,N'-二氧化物。它和碘甲烷反应，得到1,2,3,5-四甲基吡嗪碘化物。

## 安全性
三甲基吡嗪不具有致畸性，其致癌性和内分泌干扰特性未得到证实。日本消防法将其列为第4类第2石油类危险品。